# Grădina Carlton
37°48′22″S 144°58′13″E / 37.80611°S 144.97028°E

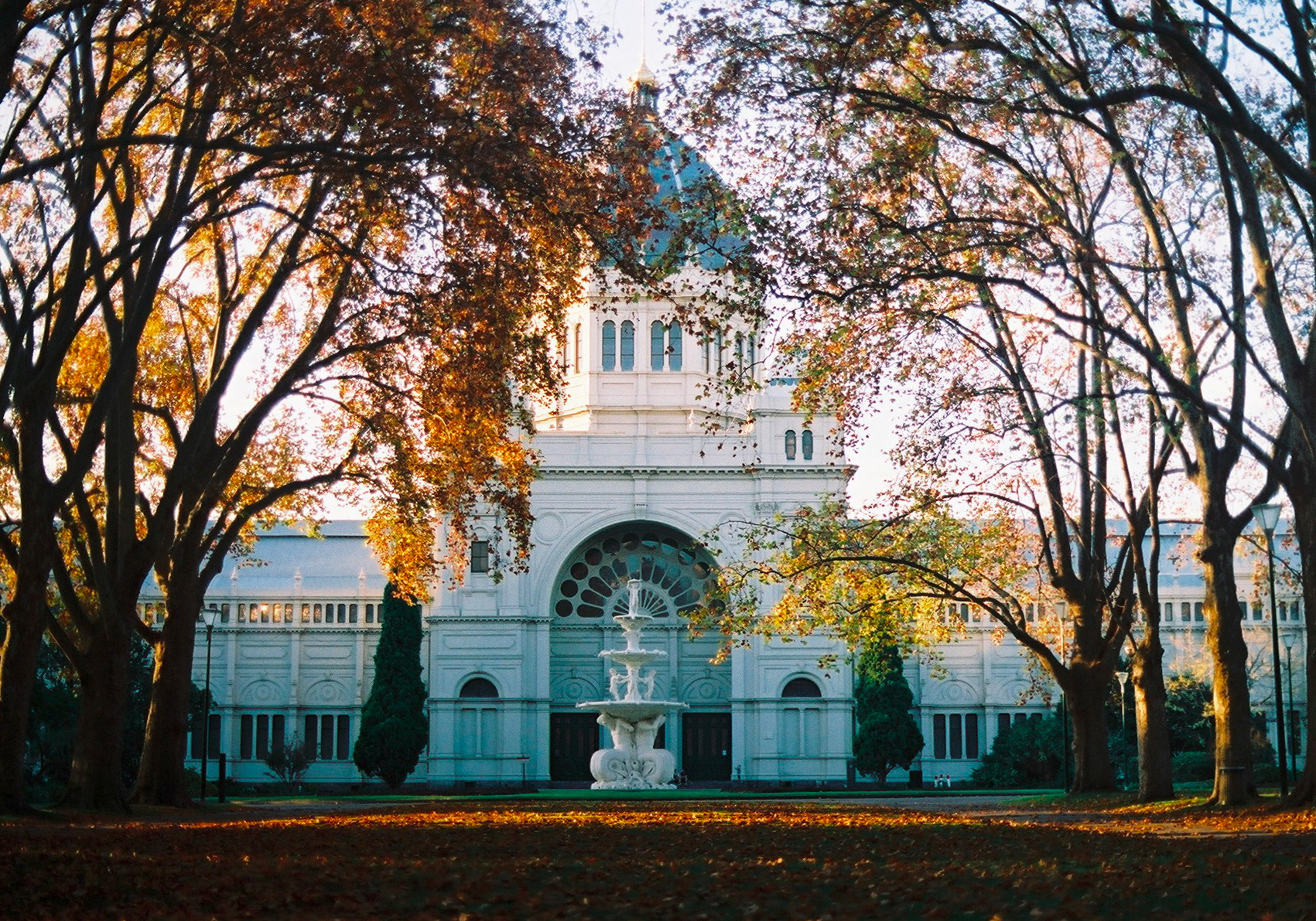
Clădirea Royal Exhibition

Grădina Carlton este un parc național situat în Melbourne, Australia, parcul împreună cu clădirea regală „ Royal Exhibition Building” sunt declarate patrimoniu mondial UNESCO.

## Așezare
Parcul se află situat la periferia de nord-est orașului, ocupă o suprafață de 26 ha. Pe teritoriul parcului se găsesc: clădirea Royal Exhibition Building, muzeul din Melbourne, un cinematograf IMAX (ecran mare), terenuri de tenis și un parc pentru copii. Perimetrul parcului este mărginit de strada Victoria, Rathdowne Street, Carlton Street și Nicholson Street.